# توزع (علم الأدوية)
التوزع في علم الأدوية هو فرع من الحركية الدوائية يصف الانتقال العكوس لدواء ما من مكان إلى آخر ضمن الجسم.
بمجرد أن يدخل الدواء الدوران الجهازي بعد الامتصاص أو الإعطاء المباشر، يجب أن يُوزَّع في السوائل داخل وخارج الخلايا. يمكن أن يستقبل كل عضو أو نسيج جرعات مختلفة من الدواء، ويمكن أن يبقى الدواء في أعضاء أو أنسجة مختلفة مدات زمنية متنوعة. يعتمد توزع دواء في الأنسجة على النفاذية الوعائية، وتدفق الدم في المنطقة، والنتاج القلبي، ومعدل تروية النسيج، وقدرة الدواء على الارتباط بالنسيج وبروتينات البلازما، وقابليته للذوبان في الدهون. تلعب درجة الحموضة (pH) دورًا رئيسيًا أيضًا. يُوزَّع الدواء بسهولة في الأعضاء ذات معدل التروية الدموية العالية مثل الكبد، والقلب، والكلية. يُوزَّع بكميات صغيرة في الأنسجة ذات التروية الأقل مثل العضلات، والنسيج الشحمي، والأعضاء المحيطية. يمكن أن يُنقّل الدواء من البلازما إلى النسيج كي يحدث التوازن (بالنسبة للأدوية غير المقيدة الموجودة في البلازما).
يجب أن يُراعَى مفهوم التقسيم إلى حجرات لدى الكائن الحي عند مناقشة توزع دواء ما. يُستخدّم هذا المفهوم في نمذجة الحركية الدوائية.

## العوامل المؤثرة على التوزع
هناك عوامل عديدة تؤثر على توزع دواء عبر الكائن الحي، لكن باسكوزو يعتبر أن أهم هذه العوامل هي التالية: الحجم الفيزيائي للكائن الحي، ومعدل الإزالة، ودرجة ارتباط الدواء ببروتينات البلازما و/أو الأنسجة.

### الحجم الفيزيائي لكائن حي
يتعلق هذا المفهوم بتقسيم الحجرات. ستعمل أي أدوية موجودة ضمن الكائن الحي كمحاليل، وستعمل أنسجة الكائن الحي كمذيبات. يؤدي اختلاف الخصائص بين الأنسجة المختلفة إلى وجود تراكيز مختلفة من الدواء في كل مجموعة منها. لذلك، ستحدد الخصائص الكيميائية للدواء توزعه ضمن الكائن الحي. على سبيل المثال، يميل الدواء الذواب في الدهون للتراكم في أنسجة الجسم الدهنية، بينما تميل الأدوية الذوابة في الماء للتراكم في السوائل خارج الخلوية. حجم توزع الدواء (Vd) هو خاصية تحدد مدى توزعه. يمكن أن تُعرَّف بأنها الحجم الافتراضي الذي سيشغله الدواء (إن وُزِّع بشكل متجانس)، ليعطي نفس التركيز الموجود حاليًا في بلازما الدم. يمكن أن يُحدَّد من المعادلة التالية:
{\displaystyle Vd={\frac {Ab}{Cp}}\,} حيث Ab هو كمية الدواء في الجسم و Cp هو تركيز الدواء في البلازما.
لأن قيمة Ab تعادل لجرعة الدواء المُعطاة، تظهر لنا المعادلة وجود علاقة متناسبة عكسيًا بين Vd وCp. أي أنه كلما كان تركيز الدواء في البلازما أعلى يكون حجم التوزع أقل، والعكس بالعكس. وبالتالي فالعوامل التي تزيد تركيز الدواء في البلازما ستزيد ستنقص حجم التوزع. يعطى ذلك مؤشرًا عن أهمية معرفة تركيز الدواء في البلازما والعوامل التي تؤثر فيه.
إذا طُبِّقت المعادلة على مفاهيم متعلقة بالتوافر الحيوي، يمكننا حساب كمية الدواء التي يجب إعطائها للحصول على التركيز المطلوب للدواء في الكائن الحي (جرعة التحميل):
{\displaystyle Dc={\frac {Vd.Cp}{Da.B}}}
لهذا المفهوم أهمية سريرية إذ يكون من الضروري أحيانًا الوصول إلى تركيز محدد لدواء معروف بأنه مثالي كي يحدث التأثيرات المطلوبة في الكائن الحي (مثلما يحدث إن كان المريض بحاجة للمسح).